# Seva Foundation
 (juillet 2013).
La fondation Seva est une organisation non gouvernementale internationale, dont le siège se trouve aux États-Unis, à Berkeley (Californie). Elle a été fondée en 1978 par le Dr Larry Brilliant, le leader spirituel Ram Dass et l’artiste et militant Wavy Gravy.
Présente dans treize différents pays, Seva a notamment permis à plus de 3 millions de personnes de recouvrer la vue. Certains programmes de l’organisation ciblent par ailleurs les communautés amérindiennes.

## Idéal et mission
Le nom de l’organisation vient du sanskrit, « sevā» signifiant Le Service désintéressé.
L'ONG revendique une action destinée à être durable, de façon que ses partenaires locaux et les structures issues de son action puissent fonctionner de façon autonome.

## Programme d’ophtalmologie
La principale mission de Seva consiste à contribuer à offrir des services médicaux dans le domaine de l’ophtalmologie et de la chirurgie oculaire à des patients n’ayant pas accès aux soins, notamment du fait de ressources financières insuffisantes ou de leur isolement géographique.
La cataracte constitue la première cause de cécité au monde alors qu’une opération relativement simple peut permettre de guérir cette maladie.

## Programme de santé pour les Amérindiens
La fondation Seva assiste depuis une trentaine d’années des communautés amérindiennes dans le cadre de programmes de santé élémentaires. L’accent est mis notamment sur la prévention du diabète, auquel ces ethnies sont particulièrement sensibles.

## Le Centre pour l’innovation ophtalmologique
Le Centre pour l’innovation ophtalmologique (Center for Innovation in Eye Care), dirigé par Suzanne Gilbert, a permis de regrouper au niveau mondial de nombreux professionnels de l’ophtalmologie et plusieurs institutions devenant ainsi des centres de formation et de recherche. Il est rallié à l’initiative Vision 2020 lancée en 1999 par l’Organisation mondiale de la santé, dont l’objectif est d’éliminer les principales causes de cécité évitables ou pouvant être traitées d’ici 2020.